# Крушевско клане
Клането в Горно и Долно Крушево (на гръцки: Σφαγή στα Άνω και Κάτω Κερδύλια, Σφαγή των Κερδυλίων) e първият масов разстрел на гръцко цивилно население от страна на окупационните германски войски по време на Втората световна война.

## Предистория
Селата Горно и Долно Крушево (на гръцки от 1927 година Ано и Като Кердилия) са разположени в източното подножие на Орсовата планина (Кердилия), близо до устието на Струма в Струмския залив. Няколко месеца след разгрома на Гърция от Германия през април 1941 година, Бюрото за Македония и Тракия на Комунистическата партия на Гърция приема решение да се организира въоръжена съпротива срещу българските и германските окупационни части. В Централна Македония е създадена организацията „Елевтерия“ (Свобода). Създадени са партизанските отряди „Одисеас Андруцос“ в района на Нигрита и „Атанасиос Дякос“ в района на Кукуш. В началото на септември 1941 година партизаните от отряд „Одисеас Андруцос“, командван от учителя Атанасиос Гениос и заместника му Периклис Стаматопулос, разоръжават жандармите в селата Кучос (Евкарпия) и Мунух (Мавроталаса), а на 27 септември и жандармите в Ежово (Дафни).

## Разстрел
Германското командване, вследствие на тези събития, решава да вземе превантивни мерки против разширенито на партизанската дейност. Населението е предупредено, че съдействието на партизаните ще има печални последствия. Окупационните власти създават мрежа от осведомители. На 12 октомври 1941 година 382-ри пехотен полк на Вермахта прави обиск в двете села в търсене на лица, указани от германските осведомители. В Долно Крушево е убит един човек и са изгорени няколко къщи. На събраното население е обявено да избягват да оказват каквато и да е помощ на партизаните, иначе всички къщи ще бъдат опожарени, а мъжкото население разстреляно. На 16 октомври 382-ри полк влиза в Жервохор, Ежово (Дафни) и Джинджос (Ситохори) и разрушава 20 къщи. Двама души в махалата Кизили на Ежово са разстреляни за притежание на оръжия, както и двама в Джинджос, след самопризнания, че са участвали в събитията в Нигрита.
На разсъмване на 17 октомври 2-ра рота на 220-и сапьорен батальон на Вермахта, състояща се от 250 войници под командването на лейтенантите Вендлер и Шрайнер, тръгва с камиони от Ставрос и обгражда от три страни Долно и Горно Крушево. Почти всички жители на двете села са арестувани. Жителите не бягат, тъй като дотогава няма прецедент на масови разстрели от страна на германските окупационни власти. Напротив след разгрома на Драмското въстание в края на септември, значителен брой гръцко население бяга от българските репресии в германската окупационна зона на запад от Струма. Германските войници събират мъжкото население от 16 до 60 години. Жените и децата са събрани в училищата, а след като мъжете са отведени им е позволено да вземат със себе си каквото могат да носят и да отидат в селата Кастри и Кучос. В 9 часа след сигнал с ракета започва избиването на мъжкото население. В Горно Крушево оцеляват 17 души над 60 години, сред които местният свещеник, учител и ловец, а в Долно Крушево - 10. Те са използвани за погребване на убитите. Всички здания, освен църквите са изгорени. Убитите са между 207 и 230 души.
На 2 ноември германското командване в Солун прави официално съобщение:
| „ | В планините на запад от река Струма от седмица действа комунистическа банда, състояща се от жители на околните села. Бандата се занимава с грабежи на богати селяни за сдобиване с пари, разоръжаване на гръцки жандарми, с чието оръжие убива германски войници... В края на септември бяха убити двама германски войници в Лахна и наскоро двама германски моряци в Калокастро. Като продължение на предприетите от германската армия мерки са разрушени селата Ано и Като Кердилия, жителите на които доказано принадлежат към тази банда, снабдяват я и я поддържат с всички възможни средства. | “ |

## След войната
После разстрела селата са изоставени и останалите живи в 1955 година изграждат село Неа Кердилия. В 1998 година с президентски указ община Кердилия получава почетната титла „мъченическа“.
Разстрелът в Крушево, както и други зверства в годините на окупацията, са използвани от следвоенните правителства за обвинения срещу партизаните с прокомунистическа ориентации, че с действията си са изложили на опасност гражданското население и не са го защитили. Генералнят инспектор на номите на Македония в годините на окупацията Атанасиос Хрисохоу в 1959 година като свидетел пред съда заявява, че причината за намесата на германската армия и разстрела на жителите, е дейността на комунистическите партизани. В 1978 година на мястото е издигнат мраморен кръст. Нажежаването на страстите след Гражданската война в 1946—1949 година води до това, че официално признание на жертвите от страна на гръцката държава става едва в 1998 година. Паметта на разстреляните се отбелязва всяка година на 17 октомври.
- Развалини от Горно Крушево
- Паметникът в Долно Крушево с плоча с имената на загиналите
- Паметникът в Горно Крушево с плоча с имената на загиналите